# فرد كون (لاعب كرة قاعدة)
فرد كون (بالإنجليزية: Fred Cone)‏ هو لاعب كرة قاعدة أمريكي، ولد في 1 مايو 1848 في روكفورد في الولايات المتحدة، وتوفي في 13 أبريل 1909 في شيكاغو في الولايات المتحدة.

## وصلات خارجية
- فرد كون على موقعبيزبول رفرنس.كوم (الدوري الرئيسي) (الإنجليزية)
- فرد كون على موقعبيزبول رفرنس.كوم (الدوري الثانوي) (الإنجليزية)